# Neopetrosia retiderma
Neopetrosia retiderma är en svampdjursart som först beskrevs av Arthur Dendy 1922.  Neopetrosia retiderma ingår i släktet Neopetrosia och familjen Petrosiidae. Inga underarter finns listade i Catalogue of Life.